# June Clyde
June Clyde, de son vrai nom June Tetrazini, est une actrice américaine née le 2 décembre 1909 à Saint Joseph (Missouri) et morte le 1er octobre 1987 à Fort Lauderdale (Floride).

## Biographie
D'une famille d'artistes, elle commence sa carrière très jeune sur scène comme Baby Tetrazini. Ses qualités de danseuse et de chanteuse font qu'elle participera notamment à un certain nombre de film musicaux.
Elle épouse pendant les années 1930 le réalisateur Thornton Freeland. Elle tourne certains de ses films au Royaume-Uni, où elle vit quelques années avec son mari.

## Filmographie
- 1929 : Le Dernier Voyage (Side Street) de Malcolm St. Clair
- 1929 : Tanned Legs de Marshall Neilan : Peggy Reynolds
- 1930 : Midnight Mystery de George B. Seitz : Louise Hollister
- 1930 : Hit the Deck de Luther Reed : Toddy
- 1930 : Coucous (The Cuckoos) de Paul Sloane : Ruth Chester
- 1931 : Arizona de George B. Seitz : Bonita Palmer
- 1931 : Morals for Women de Mort Blumenstock : Lorraine Hutson
- 1931 : The Mad Parade de William Beaudine : Janice Lee
- 1931 : Les Volontaires de la mort (Branded Men) de Phil Rosen : Dale Wilson
- 1931 : The Secret Witness (en) de Thornton Freeland : Tess Jones
- 1932 : Thrill of Youth de Richard Thorpe : Jill Fenwick
- 1932 : The Cohens and Kellys in Hollywood de John Francis Dillon : Kitty Kelly
- 1932 : Racing Youth de Vin Moore : Ameliz Cruickshank
- 1932 : Histoire d'un amour (Back Street) de John M. Stahl : Freda Schmidt
- 1932 : The All-American de Russell Mack : Betty Poe
- 1932 : Tess of the Storm Country de Alfred Santell : Teola Garfield
- 1932 : A Strange Adventure de Phil Whitman : "Nosey" Toodles
- 1932 : Radio Patrol de Edward L. Cahn : Vern Wiley
- 1932 : Steady Company de Edward Ludwig : Peggy
- 1932 : Oh! My Operation de James W. Horne
- 1932 : The Finishing Touch de George Stevens
- 1932 : File 113 (en) de Chester M. Franklin : Madeline
- 1933 : Une nuit seulement (Only Yesterday) de John M. Stahl : Deborah
- 1933 : Forgotten de Richard Thorpe : Lena Strauss
- 1933 : Hold Me Tight de David Butler : Dottie
- 1933 : A Study in Scarlet de Edwin L. Marin : Eileen Forrester
- 1933 : Room Mates de George Stevens
- 1933 : Her Resale Value de B. Reeves Eason : Mary Harris
- 1934 : Hollywood Hoodlum de B. Reeves Eason : Doris Dawn
- 1934 : Hollywood Party de Richard Boleslawski, Allan Dwan et al. : Linda Clemp
- 1934 : I Hate Women de Aubrey Scotto : Anne Meredith
- 1935 : She Shall Have Music de Leslie Hiscott : Dorothy Drew
- 1935 : No Monkey Business de Marcel Varnel : Clare Barrington
- 1935 : Charing Cross Road de Albert De Courville : Pam
- 1935 : Dance Band de Marcel Varnel : Pat Shelley
- 1936 : Land without Music de Walter Forde : Sadie Whistler
- 1936 : King of the Castle de Redd Davis : Marilyn Bean
- 1937 : Sam Small Leaves Town de Alf Goulding : Sally Elton
- 1937 : Aren't Men Beasts! de Graham Cutts : Marie Potter
- 1937 : School for Husbands de Andrew Marton : Diana Cheswick
- 1937 : Make-Up de Alfred Zeisler : Joy
- 1937 : Let's Make a Night of It de Graham Cutts : Peggy Boydell
- 1937 : Intimate Relations de Clayton Hutton : Molly Morell
- 1938 : His Lordship Goes to Press de MacLean Rogers : Valerie Lee
- 1938 : Weddings Are Wonderful de Maclean Rogers : Cora Sutherland
- 1941 : Country Fair de Frank McDonald : Pepper Wilson
- 1941 : Sealed Lips (en) de George Waggner  : Lois Grant
- 1941 : Histoire inachevée (Unfinished business) de Gregory La Cava : Clarisse
- 1943 : Hi'Ya, Chum de Harold Young : Madge Tracy
- 1944 : Seven Doors to Death de Elmer Clifton : Mary Rawling
- 1945 : Hollywood and Vine de Alexis Thurn-Taxis : Gloria Devine
- 1946 : Behind the Mask de Phil Karlson : Edith Merrill
- 1951 : Night without Stars de Anthony Pelissier : Claire
- 1952 : Treasure Hunt de John Paddy Carstairs : Mme Cleghorne-Thomas
- 1952 : Twenty-Four Hours of a Woman's Life de Victor Saville : Mme Roche
- 1954 : The Love Lottery de Charles Crichton : Viola
- 1957 : After the Ball de Compton Bennett : Lottie Gibson
- 1957 : Holiday for Heatherton de Ernest Morris : Dinah Adair
- 1957 : The Story of Esther Costello de David Miller et Jack Clayton : Mme Forbes

## Distinctions
- Elle fait partie des WAMPAS Baby Stars de 1932, la même année que Ginger Rogers.